# Lêucio de Apolônia
Lêucio de Apolônia (em latim: Leucius; 251) foi um romano do século III, venerado como um mártir cristão. Foi morto por sua fé em Apolônia, Frígia, durante a perseguição de Décio (r. 249–251). Ao reprovar a perseguição aos cristãos empreendida pelo prefeito Cumbrício, Lêucio foi decapitado depois de ser torturado.
Morreram com ele Tirso e Calínico.